# ريتا
ريتا (بالإنجليزية: Retta) هي ممثلة أمريكية، ولدت في 12 أبريل 1970 بنيوآرك في الولايات المتحدة.

## أعمال

### مسلسلات
- الحدائق والمنتزهات
- فتيات صالحات

## وصلات خارجية
- ريتا على موقع IMDb (الإنجليزية)
- ريتا على موقع روتن توميتوز (الإنجليزية)
- ريتا على موقع ميوزك برينز (الإنجليزية)
- ريتا على موقع قاعدة بيانات الفيلم (الإنجليزية)